# التطهير (فلم)
التطهير (بالإنجليزية: The Purge) هو فيلمُ إثارةٍ ورُعبٍ ديستوبي أمريكي من إنتاج عام 2013. كَتَبهُ وأخرجهُ جيمس ديموناكو، ومن بطولة إيثان هوك ولينا هيدي وأديليد كين وماكس بيركهولدر. يروي الفيلم قصّة عائلةٍ تختبئُ في منزلها خوفاً من جرائمِ القتلِ التي تُصبحُ قانونيّةً لمُدّة اثنتي عَشرة ساعة في يوم 21 مارس من كُلّ عام، والهدف من ذلك تخفيض معدلات الجريمة في بقية أيام السنة عن طريق القيام بطقس «التطهير».
تم عرض الفيلم لأول مرة في العالم في مهرجان ستانلي السينمائي في 7 مايو 2013، وتم إصداره في الولايات المتحدة في 7 يونيو 2013، بواسطة يونيفرسال بيكشرز.
حَصَلَ الفيلمُ بشكل عامٍ على آراءٍ مُتباينة، وبميزاتيّةٍ تُقدّرُ بثلاثة ملايين دولار أمريكي رَبِحَ الفيلم أضعاف أضعاف ميزانيّته وتُقدّر أرباحه بـ89,328,627 دولار. وقد حَظيَ القناع الذي ظَهرَ بالفيلم بشعبيّة كبيرة، حيثُ صار يُستخدم في حَفلات الهالوين. كما أن الجُزءَ الثاني من الفيلم صَدَر في 18 يوليو 2014 وقصّته وهو ويروي قَصةَ أخرى عن أشخاص آخرين في ليلة «التطهير».
هو الجزء الأول من سلسلة التطهير، وقد أُصدر الجزء الثاني بعنوان التطهير: فوضى في 18 يوليو 2014. تم إصدار جزء ثالث بعنوان التطهير: عام الانتخابات في 1 يوليو 2016، بينما تم إصدار فيلم مُسبق (بادئة) للسلسلة يحكي عن بداية عملية التطهير، بعنوان التطهير الأول، في 4 يوليو 2018. من المُقرّر إصدار الجزء الخامس والأخير بعنوان التطهير إلى الأبد في 9 يوليو 2021.

## القصة

مشهد من فيلم التطهير

لقطة من فيلم التطهير للأب

المُستقبلِ القريب في عام 2022، تُصبحُ مُعدّلاتُ الجرائم في الولايات المتحدة في أدنى مستوياتها، ويرجع ذلك إلى أنّ الحكومةَ في ليلة 21 مارس من كُلّ عام وضعتْ قانوناً أن تكونَ تلكَ الليلة لمُدّة 12 ساعة جميع الأفعال المشينةَ فيها قانونيّة (بما في ذلك القتل والسرقة والاغتصاب) وذلكَ للتنفيس عن غَضبِ الشعب، ومسموح في تلك الليلة باستخدام جميع أنواع الأسلحة - عدا أسلحة الدمار الشامل - ومسموحٌ القتلُ والتعذيب بشتّى الأساليبِ والطُرق.
يَروي الفيلم قصّةَ عائلةٍ في تلك الليلة المشؤومة، حيثُ اختبأوا في منزلهم خوفاً من قدومِ أحدِ عليهم وقتلهم. ولكنّ الفتى في تلك العائلة لم يُحب فِكرة تلك الليلة، وسَمِع شخصاً في الخارج يطلُب النجدة فقام بإدخاله لمنزلهم. ومن تلك اللحظة تبدأُ المشاكل، تَعلم المجموعة التي تُريدُ قتل ذاك الرجل بأنه محميّ في منزل تلك العائلة، فيحذّرون العائلة بتسليمه لهم وإلّا سيقتلونهم جميعاً ولن يرحموا أحداً - بِحُكم أن القتل مشروع في تلك الليلة. يُحاول الأب البحث عن الرجل ويُمسكه بالفعل ولكن لا يُسلّمه لهم، فتدخُل تلك المجموعة عُنوةً ويبدأون بتدميرِ المنزل، يُحاربهم الأب وزوجته ويَقتُلُ منهم العدد الكثير، إلّا أنّ قائدهم في النهاية استطاع القضاء على الأب، ولكنّه لم يَمُت من فوره، إذ أنّ جيرانَ الحيّ قَدِموا لمُساعدةِ العائلة وقاموا بقتلِ جميع أفرادِ المجموعة.
بالطبع لم تَكُن نيّتهم صافية، حيثُ إنهم ما قَدموا للمنزل إلا ليقتلوا العائلة بسبب غيرتهم منهم، ويقومون بقتلِ رَبِّ المنزل بالفعل، وحين أتى دورُ الزوجة والطفلين، ظهرَ الرُجل الذي ادخلوه لمنزلهم وقام بحمايتهم، وقَتلَ فرداً من الجيران. ثُمّ جلسوا جميعهم حول الطاولة بانتظار انتهاء تلك الليلة دون أن يُقتل أحدٌ منهم.

## قائمة المُمثّلين
- إيثان هوك بدور جيمس ساندن.
- لينا هيدي بدور ماري ساندن.
- أديليد كين بدور زوي ساندن.
- ماكس بيركهولدر بدور تشارلي ساندن.
- أريجا باريكيس بدور غريس ساندن.
- كريس مولكي بدور السيد هالفرسون.
- ريس ويكفيلد بدور قائد عمليات التطهير.
- إدوين هادج بدور دواين.
- توني أولر بدور هِنري.
- سيندي روبنسون أداء صوت إعلان التطهير.
- كارين ستراسمان بدور مذيع الأخبار.

## الإصدار
صَدَرَ الفيلم في مهرجان ستانلي للأفلام في 2 مايو 2013 ثُمَّ صدر في صالات العرضِ في 7 يونيو 2013 في الولايات المتحدة.

### الوسائط المنزليّة
صَدَر الفيلم على أقراص دي في دي وبلو راي في 8 أكتوبر 2013.

## الاستقبال الجماهيري

### استقبال النُقّاد
بشكل عام، فقد حَصدَ الفيلم تبايُنات في الآراء. ففي موقع الطماطم الفاسدة أخذَ الفيلم تقييم 93% اعتمادا على 155 ناقّداً مع متوسّط درجة 5.20/10. الفيلم حصل على درجة 41/100 على ميتاكريتيك اعتمادا على 33 مُراجِعاً.
أعطت إنترتينمنت ويكلي تصنيف (B−) للفيلم.
```
بينما وصف جاري وولكوت أنه:«أغبى فيلم في التاريخ، أوصي بإزالته من أفلام نهاية الأسبوع.»
[
13
]
```

### شُبّاك التذاكر
تصدّر الفيلم في افتتاحه في مطلع الأسبوع في شباك التذاكر مع مبلغ 16.8 مليون دولار في يوم الافتتاح و34.1 مليون دولار خلال عطلة نهاية الأسبوع بأكمله. وقد جمع هذا الفيلم 64,473,115$ في شباك التذاكر وإيرادات وَصلتْ إلى 87,043,336$ في جميع أنحاء العالم، من خلال ميزانية إنتاج 3 ملايين دولار.

### إيراداته في بعض الدول
| اسم الدولة      | تاريخ البداية | افتتاح نهاية الأسبوع | المجموع الإجمالي. |
| --------------- | ------------- | -------------------- | ----------------- |
| المملكة المتحدة | 5/31/13       | $1,550,009           | $5,333,028        |
| البرازيل        | 11/1/13       | $91,340              | $91,340           |
| فرنسا           | 8/7/13        | $1,330,430           | $2,933,081        |
| إيطاليا         | 8/1/13        | $431,482             | $1,422,389        |
| إسبانيا         | 7/12/13       | $752,556             | $1,894,336        |

## في وسائل الإعلام الأخرى
في المسلسل التلفزيوني الكرتوني ريك ومورتي، تم إيماءة لهذا الفيلم في الحلقة 9 من الموسم الثاني (Look Who's Purging Now)، حيث يسافر أبطال الفيلم إلى كوكب يعاني من العواقب نفسها التي تعرض لها الفيلم الأصلي. علاوة على ذلك، في هذا الفصل نفسه، تشير الشخصيات صراحة إلى اسم الفيلم نفسه.

## التتمة
نظرًا لنجاح الفيلم الأول، تم إنجاز تتمة بعنوان التطهير: فوضى بواسطة كل من يونيفرسال بيكشرز وبلمهوس برودكشنز. تم إصداره في جميع أنحاء العالم في 18 يوليو 2014، وتدور أحداثه في عام 2023، بعد عام من الفيلم الأول.
أُصدر جزء ثالث بعنوان التطهير: عام الانتخابات، في 1 يوليو 2016.
تم إصدار جزء رابع بعنوان التطهير الأول، وهو فيلم مُسبق (بادئة) للسلسة، في 4 يوليو 2018.
من المُقرّر إصدار الجزء الخامس والأخير بعنوان التطهير إلى الأبد في 9 يوليو 2021.

## وصلات خارجية
- التطهير على موقع IMDb (الإنجليزية)
- التطهير على موقع ميتاكريتيك (الإنجليزية)
- التطهير على موقع روتن توميتوز (الإنجليزية)
- التطهير على موقع نتفليكس (الإنجليزية)
- التطهير على موقع قاعدة بيانات الأفلام العربية
- التطهير على موقع ألو سيني (الفرنسية)
- التطهير على موقع Turner Classic Movies (الإنجليزية)
- التطهير على موقع أول موفي (الإنجليزية)
- التطهير على موقع بوكس أوفيس موجو (الإنجليزية)
- التطهير على موقع فيلمافينيتي (الإسبانية)